# كارلا غالو
كارلا غالو (بالإنجليزية: Carla Gallo)‏ هي عارضة وممثلة أمريكية، ولدت في 24 يونيو 1975 ببروكلين في الولايات المتحدة.

## أعمال

### أفلام
- (2006) مهمة مستحيلة 3[5]
- (2007) سيء جدا[6]
- (2008) نسيان ساره مارشال[7]
- (2009) أحبك يا رجل[8]
- (2009) أشخاص ظرفاء[9]
- (2009) أم وطفل[10]
- (2011) اشترينا حديقة حيوان[11]
- (2014) جيران[12][13]
- (2016)  صعود نادي الفتيات[14]

### مسلسلات
- إن سي آي إس
- بونز
- رجال ماد
- فتاتان مفلستان
- قانون ونظام
- هاوس

## وصلات خارجية
- كارلا غالو على موقع IMDb (الإنجليزية)
- كارلا غالو على موقع ألو سيني (الفرنسية)
- كارلا غالو على موقع أول موفي (الإنجليزية)
- كارلا غالو على موقع قاعدة بيانات الأفلام السويدية (السويدية)
- كارلا غالو على موقع قاعدة بيانات الفيلم (الإنجليزية)
- كارلا غالو على موقع كينوبويسك (الروسية)